# Greg Boyer
Gregory Vartl Boyer, detto Greg (New York, 5 febbraio 1958), è un ex pallanuotista statunitense, vincitore di una medaglia d'argento alle olimpiadi di Seul 1988.